# 妙林寺 (小牧市)
妙林寺（みょうりんじ）は、愛知県小牧市にある日蓮宗の寺院で、山号は法栄山。創建は15世紀初頭の室町時代。開基は法孫日珍上人。日本一の大きさを誇る"鐘つき大黒天"の石像があることで有名。昭和59年に大黒天の石像を祀って以来、大黒天の総本山はあくまでも自称であり総本山としての歴史的根拠は無い。大黒天像の大きさでは妙義山 中之嶽神社の大黒天が高さ20mを誇る。旧本山は名古屋本遠寺。

## 歴史
- 1416年（応永23年） - 創建
- 江戸時代中期 - 寺が全焼
- 明治時代 - 復興
- 昭和時代 - 再建始まる
- 1984年（昭和59年） - 大黒天像建立
- 1990年代 - 大字北外山入鹿新田だった住所が中央に変更する

## 大黒天像

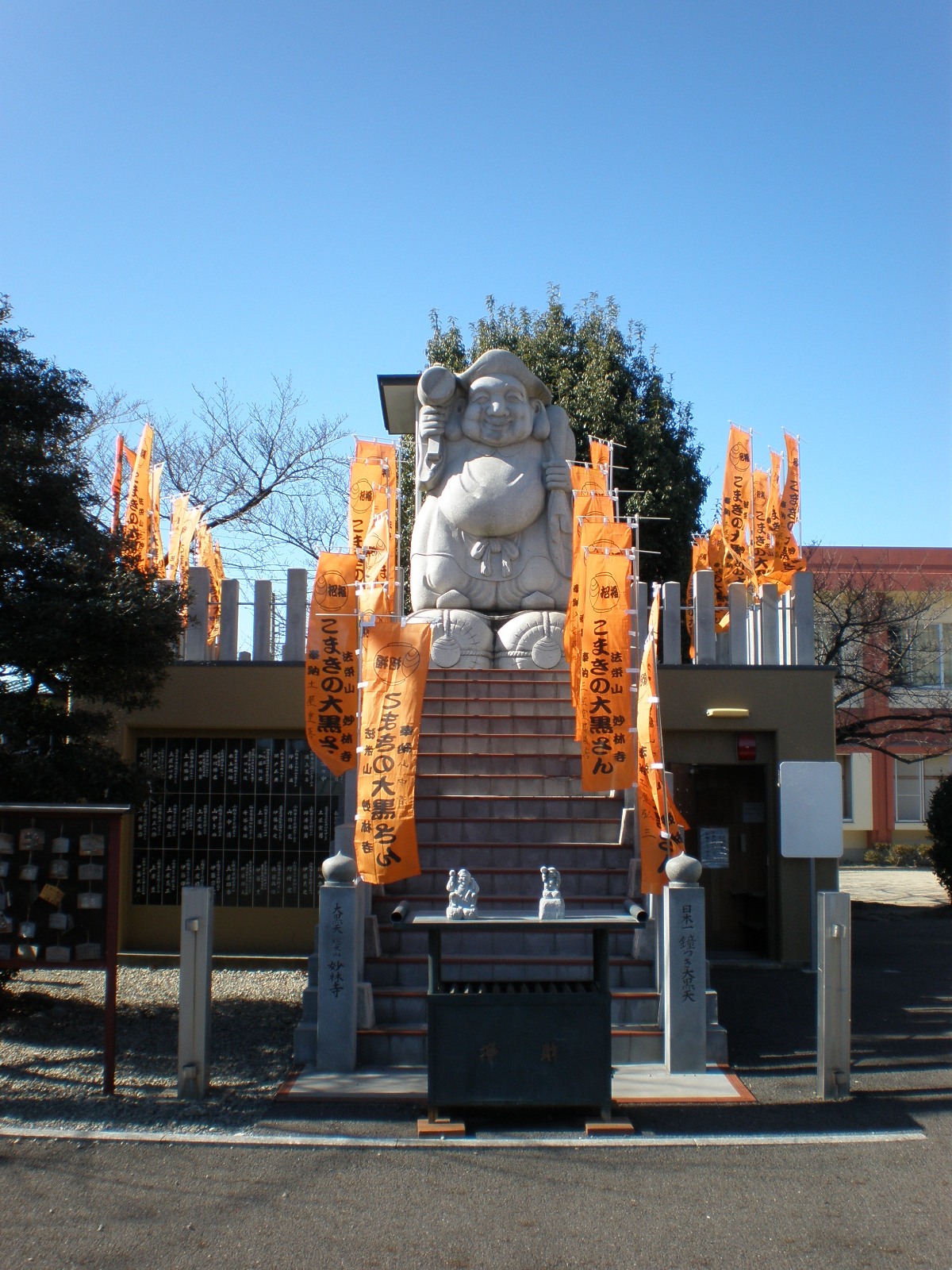
鐘付き大黒天

"鐘付き大黒天"の石像。大きさは、約4.5m。台座を含めると、約7.5mある。石像が作られたのは、1984年である。台座部分には部屋があり、大黒天や十二神将などの木像などが保管されている。また石像の裏には「金の成る鐘」と名付けられた鐘があり、「鐘の音を聞けばご利益がある」とされている。

## 行事
- こまきの大黒さんまつり - 毎年11月に行なわれる祭。

## 所在地
愛知県小牧市中央6丁目272番地

## 交通手段
- こまき巡回バスの二重掘南停留所下車、徒歩3分。
- 名鉄小牧線の小牧駅下車、徒歩15分。